# Álvaro Enrigue
Álvaro Enrigue Soler (Guadalajara, Jalisco, 6 de agosto de 1969) es un escritor mexicano. Su novela Muerte súbita fue galardonada con el Premio Herralde 2013. Enrigue fue el cuarto escritor mexicano que ganó el premio, después de Sergio Pitol (1984), Juan Villoro (2004) y Daniel Sada (2008).

## Biografía
Hijo de Jorge Enrigue, abogado jalisciense y de María Luisa Soler, química de profesión, refugiada republicana barcelonesa, fue el menor de cuatro hermanos (entre ellos el también escritor Jordi Soler). Poco después de su nacimiento, la familia emigró, por cuestiones laborales del padre, a la Ciudad de México.
Estudió la licenciatura en Periodismo en la Universidad Iberoamericana, donde después trabajó como profesor de literatura.
Muy joven, comenzó su carrera como editor y columnista en distintas revistas culturales, entre ellas Vuelta, fundada y dirigida por Octavio Paz, y más tarde Letras Libres. Posteriormente, fue editor del Fondo de Cultura Económica y del Consejo Nacional para la Cultura y las Artes (CONACULTA).
Su primer libro, La muerte de un instalador, fue publicado en 1996, cuando contaba con veintisiete años.
A la par de su labor como escritor, se ha desempeñado como profesor de escritura creativa en varias universidades de los Estados Unidos, como la de Columbia, Princeton y Maryland; en esta última realizó igualmente un doctorado en letras latinoamericanas.
Su obra ha sido traducida, entre otras lenguas, al inglés, alemán, francés, checo y chino.

## Obra

### La muerte de un instalador(1996)
Primera novela del autor donde se narra la historia de Sebastián Vaca, un artista plástico que queda atrapado en una espiral de decadencia debido al capricho de Aristóteles Brumell, coleccionista de arte millonario que decide arruinar la vida de este instalador.
Ambos personajes se conocen en circunstancias grotescas: frente al cadáver de un hombre que ha caído al vacío y cuyo nombre, para nada gratuito, es Simón “El Utopista” Bolívar. Los dos hombres intercambian sus primeras palabras. Sebastián sabe que Aristóteles es un hombre con poder en el mundo del arte, pero no tiene idea de que el heredero se considera también a sí mismo un artista; tampoco sabe que él mismo está a punto de convertirse en una de las obras de este psicópata adinerado y hedonista.
Situando al lector en una posición de morbo, Enrigue muestra a Aristóteles, el modelo perfecto de este estilo de vida y que traza un plan magistral para utilizar a Vaca como obra misma, tras decidir que su trabajo como autor no funciona. Una vez que lo ha dejado en la calle, sin mujer y sin hogar, Aristóteles acoge a Sebastián en su mansión, lugar dónde este espera seguir produciendo arte cómodamente. Sin embargo, este es el inicio de su fin. La mansión Brumell-Villaseñor se torna poco a poco en un agujero negro donde la vida de Sebastián se retuerce de manera cruenta pero finamente narrada por el autor. ¿Hasta dónde es capaz de llegar Aristóteles Brumell? Esta duda crece conforme el libro avanza y los planes del heredero se complejizan de maneras casi ridículas. 
A lo largo de la novela, se revela el plan de este cazador, que se concreta entre secretos y sobornos, y con la ayuda de distintos personajes que completan el cuadro de la vida sibarita de Aristóteles y que evidencian la corrupción que domina las altas esferas del poder en México. 
La tensión envuelve a la obra desde un inicio, acelerando el ritmo hasta culminar en una narración de velocidades vertiginosas, paralelas a la total deshumanización y muerte de Sebastián, cuyo cadáver es expuesto en una galería y profanado, satisfaciendo de esta manera el capricho de Aristóteles.
Desde una perspectiva formal, la prosa de Álvaro Enrigue avanza sin tropiezos, construyendo la trama a través de los constantes cambios de narrador: algunas veces, una voz omnisciente; en otras desde una primera persona en la que Aristóteles relata, confiesa y reflexiona cínicamente sobre sus acciones y sobre su víctima; es gracias a este recurso que el lector es colocado en un papel de cómplice. La narración, ágil y rápida, remite a la vida de la metrópoli en donde tiene lugar la acción.
El tema central de la obra es el mundo del arte, desarrollando especialmente las relaciones enfermizas que pueden darse en este, como la relación entre los dos protagonistas, la cual es analizada desde el llamado humor negro, que permite la parodia como un ejercicio de reflexión y, por lo tanto, de crítica hacia el mundo artístico, hacia sus protagonistas, artistas y coleccionistas, caracterizados todos siguiendo estereotipos.

### Vidas perpendiculares(2008)
En ésta, su tercera novela, Enrigue se propuso invertir el modelo que utilizó en una obra anterior: si Hipotermia es un libro de cuentos que terminaba por convertirse en una novela, Vidas perpendiculares es una novela que se desintegra en cuentos.
El argumento gira en torno a Jerónimo Rodríguez Loera, un niño de Lagos de Moreno, Jalisco, hijo de doña Mercedes y, aparentemente, de don Eusebio, su esposo, un panadero de raíces asturianas. En medio de aquella comunidad provinciana de principios del siglo XX, donde la religión católica parece dominar todos los aspectos de la vida, Jerónimo es tomado por tonto gracias al mutismo en que transita mayormente. Sin embargo, el niño tiene el don, o la maldición, de la memoria: es capaz de recordar totalmente el ciclo de sus reencarnaciones, lo que le brinda un conocimiento extraordinario y casi absoluto de la experiencia humana. Estos recuerdos lo acompañan a lo largo de su vida: desde su infancia hasta su paso por la ciudad de Guadalajara, el colegio jesuita de Estados Unidos y México D.F.
Entre las vidas pasadas de Jerónimo se encuentra, entre otros, un asesino de monjes en el Nápoles renacentista, un brahmán hindú, una muchacha en la Palestina bíblica, un muralista olvidado por sus ideas políticas, uno de los primeros hombres en el inicio de los tiempos. Estos pasados de Jerónimo, sin embargo, “no se suceden. Sólo suceden, uno al lado del otro, no en progresión, sino en simultaneidad temporal. Ésta no es sólo la diferencia, sino la gran apuesta de Enrigue y es la apuesta de la novela a partir de Joyce. Trascender la narración sucesiva por la narración simultánea. Darle a la novela la misma instantaneidad que a la pintura”. Al hablar de épocas pasadas, el novelista utiliza a diferentes personajes históricos como actores dentro de la trama, como Francisco de Quevedo (a quien el novelista reconoce como una de sus mayores influencias, personaje central de otra de sus novelas, Muerte súbita) y Pablo de Tarso.
Por su estructura formal y por sus indagaciones temáticas, Carlos Fuentes, uno de sus primeros reseñistas, relacionó Vidas perpendiculares con la obra del estadounidense William Faulkner, y con Orlando de Virginia Woolf, por el manejo del tema de las metamorfosis que pueden tener el protagonista por y a través del texto. El boliviano Edmundo Paz Soldán, por otra parte, emparentó la novela especialmente con “Funes el memorioso”, relato del Jorge Luis Borges, y con Ghostwritten, novela de David Mitchell.

### Valiente clase media(2013)
Valiente clase media. Dinero, letras y cursilería es un libro en el que se reúnen cinco ensayos, hilados por un tema principal: el modo en que el factor económico ha influido en la creación literaria, tomando como ejemplo las obras de Sor Juana, de Manuel Gutiérrez Nájera y de Rubén Darío. Brinda, además, un acercamiento al Manual de Carreño, en tanto modelo ideológico fundamental para América Latina, y una mirada sobre la representación del continente americano hecha por los jesuitas, la cual consistía, según palabras de Enrigue, en mercantilizar el futuro. 
“El estigma de Darío” y “El cuerpo de Gutiérrez Nájera” se centran en analizar, tomando en cuenta lo cursi como factor común a ambos escritores, tanto la emergencia de la clase media —misma que va ocupando las páginas de los textos de estos escritores—, así como la incidencia de la figura del intelectual en la política. 
Enrigue analiza en “Las cuentas de Sor Juana” las convenciones literarias presentes en la poesía de la monja jerónima, con el fin de exponer los motivos económicos que en ella se incluyen. Para dicha lectura, el autor hace una revisión de la economía y del papel de la Iglesia como fuente de crédito en el período novohispano. 
El ensayo titulado “Las prótesis del imperio” gira en torno a la representación que los jesuitas, ya en su exilio italiano, elaboraron de América desde la trinchera escrituraria, la cual conformó “la primera raíz de esa gran prosa latinoamericana [que] en el sentido más amplio del término está ahí, en la eclosión de los jesuitas en Italia”  y marcó también la pauta para empezar un marketing del continente, que alimentaría la idea europea de invertir en él. 
En “La mente de Carreño”, Enrigue hace, por un lado, una relectura del manual escrito por el venezolano, en el que pretendía impregnar a la clase media de una ideología que normara su comportamiento, en un intento por establecer el orden en una sociedad donde imperaba el caos que sobrevino luego de las luchas de independencia. Por otra parte, habla también de los proyectos que José Antonio Alzate y Ramírez, Juan Pablo Vizcardo y Guzmán y Francisco de Miranda generaron con el propósito de hacer más efectivo el desarrollo de las colonias americanas. 
Aunado a las particularidades temáticas de cada ensayo, Valiente clase media. Dinero, letras y cursilería entabla un diálogo con las ideas de Ángel Rama respecto del modernismo y al mismo tiempo propone una nueva lectura de las mismas. En este sentido, Álvaro Enrigue cuestiona al crítico uruguayo, criticando las maneras en que se ha leído la historia de la clase media y su impacto en la literatura latinoamericana; además, deja abierta la posibilidad de que el lector formule sus propias preguntas e indague para encontrar las respuestas.

### Muerte súbita(2013)
Construida por fragmentos de historias que, conforme avanza el texto, van integrando una totalidad, Muerte súbita está contada también por tuits, e-mails y otros documentos de la era posmoderna que dan cuenta de un ejercicio lúdico de la escritura, llevado hasta sus últimas consecuencias: en un capítulo, el escritor reflexiona sobre el proceso mismo de su escritura, llegando a interrogarse, ¿es esto una novela?
Muerte súbita narra, en el marco de un partido de tenis entre el pintor Michelangelo Merisi da Caravaggio y el poeta Francisco de Quevedo, la historia de la pelota de tenis; pero también, imbuidos en ese mundo de asociaciones sin límite, la novela da cuenta de la llegada de Hernán Cortés a México y su encuentro con Malinche, la relación de papas y reyes en Europa, así como la ruptura ideológica que llegó junto con la Contrarreforma, y, finalmente, la utopía que pretendió fundar Vasco de Quiroga en Michoacán. 
La historia en Muerte súbita deja de contarse con mayúsculas y rompe la sacralidad con que se ha envuelto a los actores que la constituyen, para entregarle al lector personas y acciones más cercanas a él que las simples estatuas de bronce con que se suelen representar los hechos y las batallas.
En esta novela, se borra el centro fijo de la acción para darle paso al vaivén de los hechos, que semeja el ir y venir de la pelota con que juegan Caravaggio y Quevedo; en ese tránsito se advierte que ningún suceso está aislado de otro, que de Ana Bolena a Malinche sólo existe una distancia temporal efímera, que fue el nahua Diego Huanitzin quien revolucionó la idea del color en el arte europeo, que Cortés se mostraba indiferente a casi todo, excepto, a veces, a los encantos de Malinche. 
Con Muerte súbita, Álvaro Enrigue hace del juego literario una actividad compartida con el lector: una novela que alberga múltiples posibilidades y que responde, entre otras preguntas, a las siguientes: ¿qué pasaría si contáramos los hechos de otra manera?, ¿qué es, al fin de cuentas, el mundo, sino palabras?

## Libros

### Novelas
- La muerte de un instalador, Joaquín Mortiz: México, 1996. (novela)
- El cementerio de sillas, Lengua de Trapo: Madrid/México, 2002. (novela)
- Vidas perpendiculares, Anagrama: Barcelona/México, 2008. (novela)
- Decencia, Anagrama: Barcelona/México, 2011. (novela)
- Muerte súbita, Anagrama: Barcelona/México, 2013. (novela)
- Ahora me rindo y eso es todo, Anagrama: Barcelona/México, 2018. (novela)
- Tu sueño imperios han sido, Anagrama: Barcelona/México, 2022. (novela)

### Cuentos
- Virtudes capitales, Joaquín Mortiz: México, 1998. (cuentos)
- Hipotermia, Anagrama: Barcelona/México, 2006. (cuentos)
- Un samurái ve el amanecer en Acapulco, La Caja de Cerillos Ediciones: México, 2013. (cuento)

### Ensayos
- Valiente clase media, Anagrama: Barcelona/México, 2013. (ensayo)

## Premios
- Premio Joaquín Mortiz de primera novela 1996 por La muerte de un instalador
- Premio Herralde de novela 2013 por Muerte súbita
- Premio Ciudad de Barcelona de literatura en lengua castellana 2013 por Muerte súbita
- Premio Iberoamericano de novela Elena Poniatowska 2014 por Muerte súbita